# Каладзе, Николай Иванович
Николай Иванович Каладзе (28 мая 1909, с. Кулаши, Кутаисская губерния, Российская империя — 29 марта 1997) — советский военачальник, генерал-майор (11.07.1945).

## Биография
Родился 28 мая 1909 года в деревне Кулаши, ныне одноимённый посёлок городского типа Самтредского муниципалитета края Имеретия в Грузии. Грузин.

## Военная служба
В июле 1924 года поступил курсантом в Грузинскую объединенную военную школу. В ее составе с 15 августа по 30 сентября принимал участие в подавлении меньшевистского восстания в Грузии. После завершения обучения в сентябре 1927 году был направлен в 1-й Грузинский стрелковый полк в город Тифлис, где проходил службу командиром взвода, ответственным секретарем комсомольской организации, врид командира и политруком роты, врид командира батальона. Член ВКП(б) с 1928 года. С мая 1931 года был инструктором политотдела 1-й Грузинской стрелковой дивизии им. И. В. Сталина, а с апреля 1933 года — инструктором Политуправления ККА. 15 февраля 1934 года назначен старшим инструктором политотдела 17-й кавалерийской им. Закавказского ЦИК дивизии. С марта был инструктором пропаганды, а с ноября — врид комиссара 24-го Грузинского кавалерийского полка этой дивизии. С июля 1935 года вновь — старший инструктор политотдела дивизии. Одновременно он руководил дивизионной партийной школой. В сентябре 1937 года переведен на должность комиссара окружных КУКС запаса ЗакВО в город Тбилиси, а 15 февраля был назначен начальником отдела пропаганды агитации и печати Политуправления округа.
В декабре 1938 года переведен в КОВО начальником политотдела 72-й стрелковой дивизии. Участвовал с ней в походе Красной армии в Западную Украину и Советско-финляндской войне. В январе — марте 1940 года дивизия в составе Южной группы 8-й армии, затем созданной на ее базе 15-й армии вела бои по деблокаде окруженных 18-й и 168-й стрелковых дивизий, 34-й легкотанковой бригады (в районе Питкяранта). Указом ПВС СССР от 21.05.1940 полковой комиссар Каладзе был награжден орденом Красной Звезды. В марте 1941 года назначен заместителем командира по политчасти 190-й стрелковой дивизии КОВО (г. Чертков).

### Великая Отечественная война
С началом войны дивизия в составе 49-го стрелкового корпуса вступила в тяжелые оборонительные бои на Юго-Западном фронте. С 3 июля 1941 года она была включена в 6-ю армию и участвовала в Киевской оборонительной операции (с 25 июля — на Южном фронте). В начале августа дивизия вместе с армией оказалась в окружении под Уманью. При выходе из вражеского кольца 7 августа полковой комиссар Каладзе контуженным и раненым попал в плен. Затем с группой военнопленных через Умань направлен в Винницу, где посажен в эшелон для отправки в Германию. 26 августа в районе Казатина с группой командиров бежал из эшелона и затем пробирался на юго-восток. 29 ноября в районе Каменска вышел в расположение советских войск. После пройденной проверки в органах НКВД состоял в резерве политуправления Южного фронта.
В апреле 1942 года был переведен на Юго-Западный фронт и в мае назначен комиссаром 728-го стрелкового полка 175-й стрелковой дивизии, находившейся в обороне по восточному берегу реки Северский Донец. В мае дивизия в составе 28-й армии участвовала в Харьковском сражении, в боях в районе Волчанска. Летом она принимала участие в Донбасской, Воронежско-Ворошиловградской и Сталинградской оборонительных операция.
В августе — ноябре 1942 года полковой комиссар Каладзе руководил оперативной группой при Политуправлении Сталинградского (с 28 сентября — Донского) фронта. В ноябре — начале декабря находился на лечении во фронтовом госпитале. По возвращении назначен заместителем командира 214-й стрелковой дивизии 24-й армии. В том же месяце вновь убыл в госпиталь по болезни, а затем в январе 1943 года назначен заместителем командира 15-й гвардейской стрелковой дивизии. В составе 57-й армии участвовал с ней в блокировании и разгроме противника под Сталинградом. В марте 1943 года дивизия была передислоцирована на харьковское направление, где в составе 7-й гвардейской армии Воронежского фронта вела оборону по реке Северский Донец (южнее Белгорода). В июле — августе Каладзе состоял в распоряжении Военного совета Воронежского фронта, затем был назначен заместителем командира по строевой части 51-й гвардейской стрелковой ордена Ленина Краснознаменной дивизии им. К. Е. Ворошилова и в составе войск 6-й гвардейской армии участвовал с ней в Белгородско-Харьковской наступательной операции. 28 сентября 1943 года допущен к временному командованию 51-й гвардейской стрелковой дивизией. В это время она была выведена в резерв Ставки и передислоцирована в Калининскую область, а в октябре включена в состав 2-го Прибалтийского фронта.
26 января 1944 полковник Каладзе был переведен на должность командира 165-й стрелковой дивизии и в составе 6-й гвардейской армии участвовал с ней в Ленинградско-Новгородской наступательной операции (северо-западнее Невеля). 5 февраля дивизия была выведена в резерв Ставки ВГК и передислоцирована в район город Калинин, затем 24 марта передана в 47-ю армию 2-го Белорусского фронта и участвовала в Полесской наступательной операции. По ее окончании в составе Белорусского, а с 16 апреля — 2-го Белорусского фронтов находилась в обороне на ковельском направлении. В конце апреля она заняла оборону на восточном берегу реки Турья. 18 июля ее части перешли в наступление и участвовали в Белорусской, Люблин-Брестской наступательных операциях. За образцовое выполнение заданий командования в боях при прорыве обороны немцев западнее Ковеля дивизия была награждена орденом Красного Знамени (9.8.1944), а за овладение городами Седлец, Минск-Мазовецки и Луков приказом ВГК от 12.04.1944 ей присвоено наименование «Седлецкая». В ноябре она была подчинена 70-й армии 2-го Белорусского фронта и с 14 января 1945 года участвовала с ней в Восточно-Прусской, Млавско-Эльбингской наступательных операциях. 26 января ее части вышли на восточный берег реки Висла, форсировали ее и вели бои по ликвидации прорвавшейся группировки противника из города Торн. За бои по прорыву обороны противника севернее Варшавы Указом ПВС СССР от 19.2.1945 она была награждена орденом Кутузова 2-й ст. 2 марта дивизия перешла в наступление в направлении на Хейлемюль и участвовала в Восточно-Померанской наступательной операции. Ее части 8 марта 1945 года овладели городом Бютов и к 22 марта вышли на побережье Данцигской бухты, разрезав группировку противника на две части. На заключительном этапе войны дивизия успешно действовала в Берлинской наступательной операции, в боях по овладению городом и портом Штеттин. 3 мая в районе 14-15 км северо-западнее Брюэль ее части встретились с союзными частями, где и закончили боевые действия.
26 апреля 1945 года, за форсирование рек Висла и Одер, полковник Каладзе был представлен командиром 96-го стрелкового корпуса генерал-лейтенантом Я. Д. Чанышевым к званию Герой Советского Союза, данное представление поддержал командующий 70-й армии генерал-полковник В. С. Попов, однако вышестоящее командование понизило статус награды до ордена Ленина.
За время войны комдив Каладзе был 12 раз персонально упомянут в благодарственных в приказах Верховного Главнокомандующего.

### Послевоенное время
После войны полковник Каладзе с июня 1945 года находился в отпуске, затем состоял в распоряжении ГУК.
С января 1946 года по сентябрь 1948 года учился в Высшей военной академии им. К. Е. Ворошилова, по окончании которой в том же месяце был назначен командиром 45-й отдельной стрелковой бригады Уральского военного округа (г. Чебаркуль, Челябинская область).
С декабря 1949 года генерал-майор Каладзе командовал 30-й отдельной стрелковой бригадой Донского ВО.
с октября 1953 года — командир 295-й стрелковой дивизии (04.03.1955 г. переименована в 49-ю стрелковую). В апреле 1956 года освобожден от должности и в июне назначен начальником военной кафедры Новочеркасского политехнического института.
С декабря 1957 года командовал 117-й мотострелковой дивизией СКВО.
В октябре 1961 года переведен в ПрикВО заместителем командующего по боевой подготовке — начальника отдела боевой подготовки 38-й армии.
20 августа 1963 года генерал-майор Каладзе уволен в отставку по болезни.

## Награды
- два ордена Ленина (29.05.1945[9], 15.11.1950[10])
- четыре ордена Красного Знамени (17.03.1943[11], 27.03.1945[12], 03.11.1944[10], 05.11.1954[10])
- два ордена Суворова II степени (23.08.1944[13], 10.04.1945[14])
- орден Отечественной войны I степени (06.04.1985)[15][16]
- орден Красной Звезды (21.05.1940)[4]

медали в том числе:
- - «За оборону Сталинграда» (1943)
  - «За оборону Киева»
  - «За победу над Германией в Великой Отечественной войне 1941—1945 гг.» (1945)
  - «За освобождение Варшавы»
  - «Ветеран Вооружённых Сил СССР»
- знак «50 лет пребывания в КПСС»

Приказы (благодарности) Верховного Главнокомандующего в которых отмечен Н. И. Каладзе.
- За овладение городами и крупными узлами коммуникаций Седлец, Миньск-Мазовецки, Луков — мощными опорными пунктами обороны немцев на подступах к Варшаве. 31 июля 1944 года № 158.
- За переход в наступление на двух плацдармах на западном берегу реки Нарев, севернее Варшавы, прорыв глубоко эшелонированной обороны противника и овладение сильными опорными пунктами обороны немцев городами Макув, Пултуск, Цеханув, Нове-Място, Насельск. 17 января 1945 года № 224.
- За овладение штурмом городом Пшасныш (Прасныш), городом и крепостью Модлин (Новогеоргиевск) — важными узлами коммуникаций и опорными пунктами обороны немцев. 18 января 1945 года. № 226.
- За овладение штурмом городом и крепостью Торунь (Торн) — важным узлом коммуникаций и мощным опорным пунктом обороны немцев на реке Висла. 1 февраля 1945 года. № 268.
- За овладение городами Бытув (Бютов) и Косьцежина (Берент) — важными узлами железных и шоссейных дорог и сильными опорными пунктами обороны немцев на путях к Данцигу. 8 марта 1945 года. № 296.
- За овладение штурмом городом Гдыня — важной военно-морской базой и крупным портом на Балтийском море. 28 марта 1945 года. № 313.
- За форсирование восточного и западного Одера южнее Штеттина, прорыв сильно укрепленную оборону немцев на западном берегу Одера и овладение главным городом Померании и крупным морским портом Штеттин, а также занятие городов Гартц, Пенкун, Казеков, Шведт. 26 апреля 1945 года. № 344.
- За овладение городами Пренцлау, Ангермюнде — важными опорными пунктами обороны немцев в Западной Померании. 27 апреля 1945 года. № 348.
- За овладение городами и важными узлами дорог Анклам, Фридланд, Нойбранденбург, Лихен и вступили на территорию провинции Мекленбург. 29 апреля 1945 года. № 351.
- За овладение городами Штральзунд, Гриммен, Деммин, Мальхин, Варен, Везенберг — важными узлами дорог и сильными опорными пунктами обороны немцев. 1 мая 1945 года. № 354.
- За овладение городами Росток, Варнемюнде — крупными портами и важными военно-морскими базами немцев на Балтийском море, а также заняли города Рибнитц, Марлов, Лааге, Тетерев, Миров. 2 мая 1945 года. № 358.
- За овладение городами Барт, Бад-Доберан, Нойбуков, Варин, Виттенберге и за соединение на линии Висмар, Виттенберге с союзными нам английскими войсками. 3 мая 1945 года. № 360.